# Aimeric
Aimeric est un prénom masculin, dérivé de Emrich, d'origine germanique, composé de heim signifiant maison,  et de ric, roi.
De ce nom dérivent les prénoms Heinrich et Henri.

## Variantes
Aimeri, Emeri, Emery, Aymeri, Aimery, Emeric, Aymeric, Emmerich, Aiméric, Aimeryc
Poitevin : Mériot Aiméric

## Personnalités
- saint Aimeric
- Aymeri de Narbonne, paladin de Charlemagne
- Émeric de Hongrie (1007-1031), prince, saint de l’Église catholique
- Aimeric (XIIe siècle), évêque de Clermont de 1111 à 1150
- Aimery de Montréal (mort en 1211), seigneur cathare.
- Aimeric de Beauvezer, troubadour du XIIIe siècle
- Emery d'Amboise (1434-1512), grand maître de l'Ordre de Malte
- Aimeric Lajuzan, chanteur du groupe de skate-punk Les Gavels (Minneapolis, USA)
- Pour les porteurs de ce prénom, voir : Tous les articles commençant par « Aimeric »

## Fête
- Le 4 novembre.